# Гарді (Небраска)
Гарді (англ. Hardy) — селище (англ. village) в США, в окрузі Наколлс штату Небраска. Населення — 97 осіб (2020).

## Географія
Гарді розташоване за координатами 40°0′41″ пн. ш. 97°55′26″ зх. д. / 40.01139° пн. ш. 97.92389° зх. д. (40.011351, -97.923808).  За даними Бюро перепису населення США в 2010 році селище мало площу 1,57 км², уся площа — суходіл.

## Демографія
Згідно з переписом 2010 року, у селищі мешкало 159 осіб у 69 домогосподарствах у складі 44 родин. Густота населення становила 101 особа/км².  Було 78 помешкань (50/км²).
Расовий склад населення:
| - 100,0 % — білих |

До двох чи більше рас належало 0,0 %. Частка іспаномовних становила 0,6 % від усіх жителів.
За віковим діапазоном населення розподілялося таким чином: 25,2 % — особи молодші 18 років, 58,4 % — особи у віці 18—64 років, 16,4 % — особи у віці 65 років та старші. Медіана віку мешканця становила 43,1 року. На 100 осіб жіночої статі у селищі припадало 109,2 чоловіків;  на 100 жінок у віці від 18 років та старших — 95,1 чоловіків також старших 18 років.
Середній дохід на одне домашнє господарство  становив 46 032 долари США (медіана — 37 222), а середній дохід на одну сім'ю — 52 479 доларів (медіана — 51 250). Медіана доходів становила 40 000 доларів для чоловіків та 21 250 доларів для жінок. За межею бідності перебувало 22,9 % осіб, у тому числі 51,6 % дітей у віці до 18 років та 10,3 % осіб у віці 65 років та старших.
Цивільне працевлаштоване населення становило 75 осіб. Основні галузі зайнятості: освіта, охорона здоров'я та соціальна допомога — 32,0 %, сільське господарство, лісництво, риболовля — 18,7 %, виробництво — 13,3 %, транспорт — 9,3 %.